# 김민희 (희극인)
김민희(1992년 12월 22일 ~ )은 대한민국의 개그우먼이다.

## 방송
- KBS 개그콘서트

## 영화
- 쎄시봉